# Rue Bellot
Pour les articles homonymes, voir Bellot.
La rue Bellot est une voie du 19e arrondissement de Paris, en France.

## Situation et accès
La rue Bellot est une voie publique située dans le 19e arrondissement de Paris. Elle débute au 17 bis, rue de Tanger et se termine au 40, rue d'Aubervilliers.

## Origine du nom

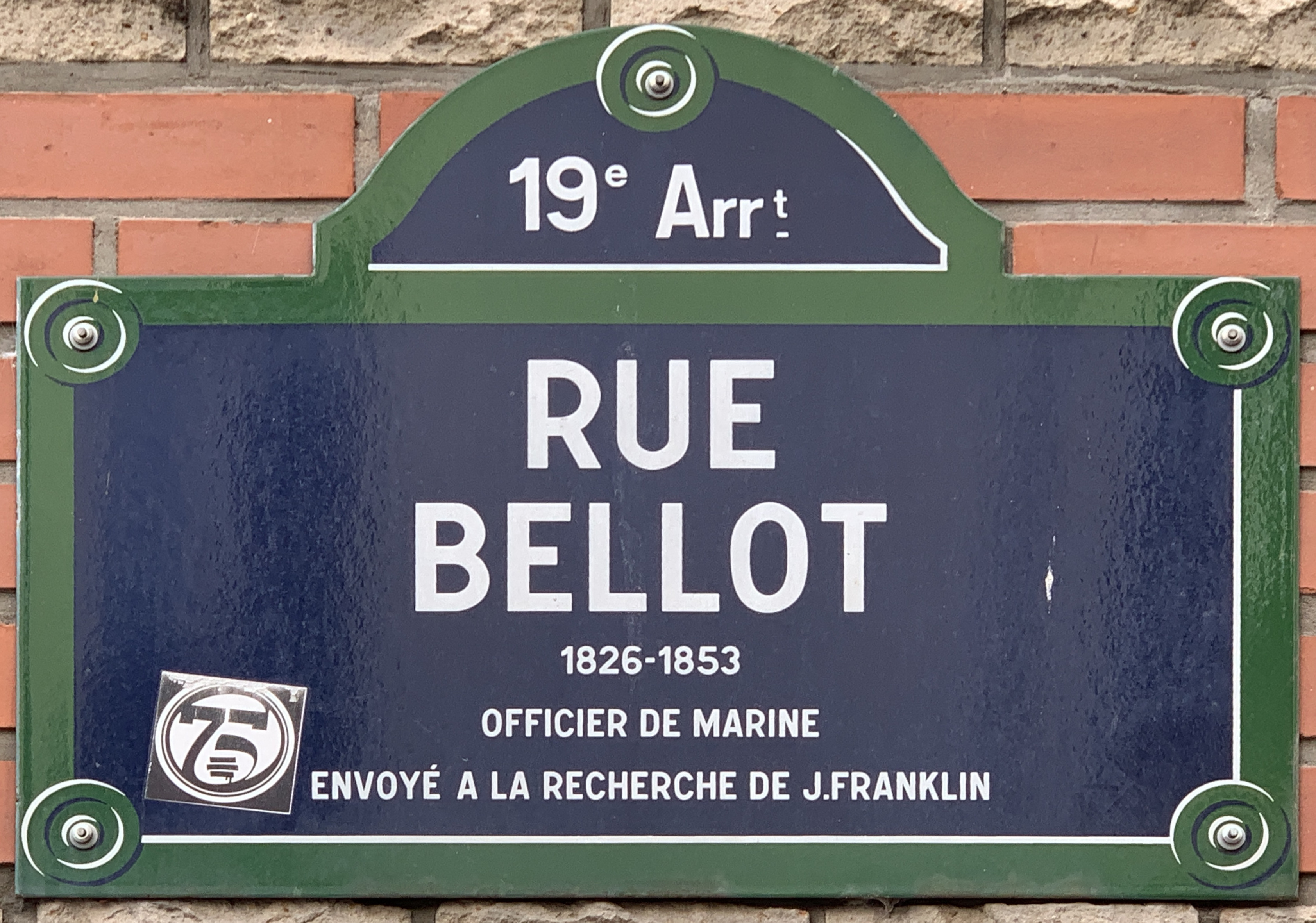
Plaque de la rue.

Cette rue porte le nom de Joseph-René Bellot, un officier de marine et explorateur qui périt en 1853 dans l'archipel arctique canadien. Il était parti à la recherche du célèbre explorateur du Pôle Nord Sir John Franklin dans le passage du Nord-Ouest. En Angleterre, il fut admiré et loué pour son courage, son dévouement, sa simplicité et son intelligence. Une statue fut même érigée au bord de la Tamise en plein centre de Londres, de même qu'une rue dans la même ville.

## Historique
Cette voie de l'ancienne commune de La Villette est classée dans la voirie parisienne par un décret du 23 mai 1863 sous le nom de « rue de l'Entrepôt », car elle menait aux entrepôts de La Villette et prend sa dénomination actuelle par un décret du 24 août 1864.